# Метроїдванія

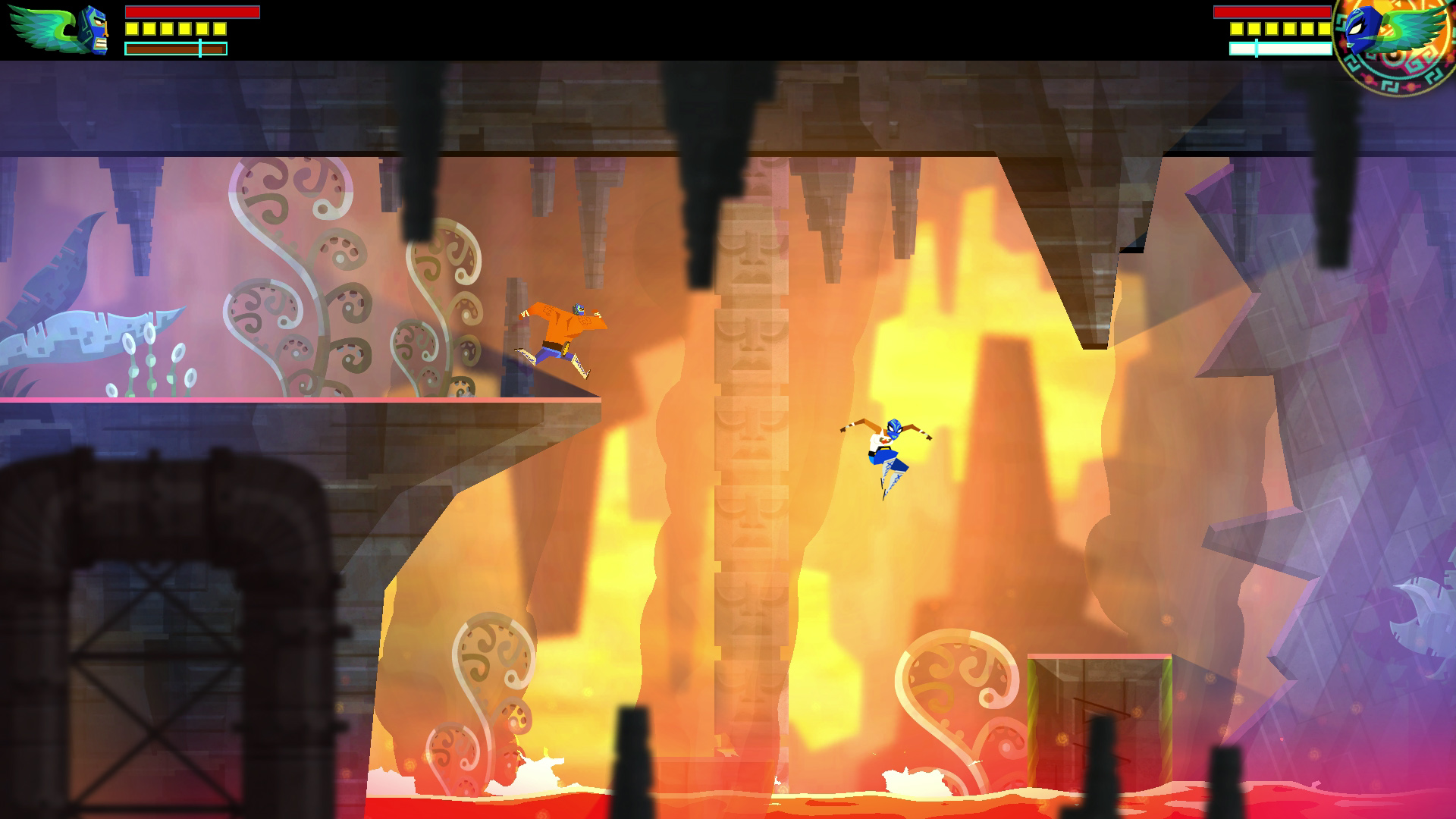
Приклад метроїдванії: Guacamelee! (2013)

Метроїдванія — піджанр пригодницького бойовика з набором елементів ігрової механіки та ігровим процесом, подібним до серій Metroid і Castlevania (починаючи з Castlevania: Symphony of the Night). Жанр також відомий під назвами «метроїд», «ігаванія» (на честь геймдизайнера Кодзі Ігарасі), «кастельроїд».
В таких іграх зазвичай є велика взаємопов'язана карта світу, яку гравець може досліджувати, хоча частини світу будуть недоступні для гравця, доки він не отримає спеціальні предмети, інструменти, зброю, здібності або знання в грі. Збір цих удосконалень також допоможе гравцю перемагати складніших ворогів, знаходити секретні місця і проходи. Сюжет і геймплей в метроїдванії, як правило, майстерно переплетені.

## Історія
Гра Metroid, хоч і не була першою у своєму роді (Brain Breaker), вона вважається грою, яка надала на жанр метроїдванія найбільший вплив. Мета Nintendo полягала в тому, щоб створити нелінійну пригодницьку гру, щоб виділити її з-поміж інших ігор того часу, де гравець мав повертатися туди, де бував, забезпечуючи постійно діючими бонусами — на противагу класичним рівневим платформерам, де бонуси лише тимчасові. Серія стала популярною, і наступні ігри (Super Metroid) посилили елемент відкриття та дослідження, заодно додавши сюжет. В ретроспективі Super Metroid все ще вважався прикладом досконалого нелінійного платформера.
У цей час набирала популярності серія платформерів Castlevania, в антуражі готичних жахів. Оригінальна Castlevania (1986, NES) містила окремі рівні, які гравець проходив послідовно. За ним послідували Vampire Killer (1986, MSX) і Castlevania II: Quest Simon's (1987, NES), які експериментували з нелінійним пригодницьким геймплеєм, але потім повернулися до звичайної формули платформера. 
Керівник серіалу Кодзі Ігарасі виявив: серія обслуговує фанатів, які за дві години проходять гру, тоді як новачкам багато рівнів не по зубах.
Щоб розтягнути гру і зробити її прийнятнішою для початківців, Ігарасі та інші члени його команди звернулися до ідей, використаних у серії The Legend of Zelda для розробки Castlevania: Symphony of the Night (1997, PlayStation): великий відкритий світ для дослідження та необхідність отримати ключові предмети для входу в певні області — елементи, які вже присутні в нелінійних платформерах, таких як Super Metroid. Зміни для Symphony of the Night виявилися популярними серед гравців, і більшість наступних ігор серії слідували цій формулі. З випуском Super Metroid і Castlevania: Symphony of the Night формула, представлена в цих іграх, лягла в основу того, що сьогодні вважається метроїдваніями.
Така концепція почала набувати більшої популярності, коли з'явилися й інші розробники.